# Doudeauville (Pas-de-Calais)
Doudeauville é uma comuna francesa na região administrativa de Altos da França, no departamento de Pas-de-Calais. Estende-se por uma área de 13,74 km². Em 2010 a comuna tinha 618 habitantes (densidade: 45 hab./km²).